# Bakurejo
Bakurejo is een bestuurslaag in het regentschap Purworejo van de provincie Midden-Java, Indonesië. Bakurejo telt 1473 inwoners (volkstelling 2010).